# Estesioneuroblastoma
A estesioneuroblastoma é uma rara forma de câncer envolvendo a cavidade nasal e acredita-se que surja do epitélio olfatório. Pode causar a perda da visão e do paladar.

Algumas vezes é considerado sinônimo do "neuroblastoma olfatório", mas o tecido de origem não tem está bem carecterizado.
Foi caracterizado pela primeira vez em 1924.